# Majdan (Zavidovići, BiH)
Majdan je naseljeno mjesto u općini Zavidovići, Federacija Bosne i Hercegovine, BiH.
Nalazi se oko kilometar sjeverno od Zavidovića.

## Stanovništvo

### 1991.
Nacionalni sastav stanovništva 1991. godine, bio je sljedeći:
ukupno: 506
- Muslimani - 463
- Hrvati - 12
- Srbi - 7
- Jugoslaveni - 23
- ostali, neopredijeljeni i nepoznato - 1

### 2013.
Nacionalni sastav stanovništva 2013. godine, bio je sljedeći:
ukupno: 478
- Bošnjaci - 462
- ostali, neopredijeljeni i nepoznato - 16